# ティン・パン・アレイ (アルバム)
『ティン・パン・アレイ』は、日本のバンド毛皮のマリーズの通算6枚目のスタジオ・アルバムである。2011年1月19日発売。発売元はコロムビアミュージックエンタテインメント。

## 概要
本作でシングル・アルバムを通して初のオリコントップ10入りとなった。
初回限定盤にはDVD付き。通常盤は300枚限定でメンバーのサイン入りのものが流通しており、そのうち1枚のみ「1人だけの為にライブを行う」と宣言した「大当たりCD」となっている。

## 収録曲
作詞・作曲：志磨遼平、編曲：毛皮のマリーズ （6のみ作詞・作曲：志磨遼平,Gerald Goffin,Carole King,Hank Hunter,Jack Keller）
1. 序曲（冬の朝）[3:18]
2. 恋するロデオ[2:08]
3. さよならベイビー・ブルー[3:37]
4. おっさん On The Corner[2:32]
5. Mary Lou[4:48]
6. C列車でいこう[4:23]
7. おおハレルヤ[5:04]
8. 星の王子さま（バイオリンのための）[4:35]
9. 愛のテーマ[3:47]
10. 欲望[4:11]
  - テレビ朝日系「ビートたけしのTVタックル」エンディングテーマ。
11. 弦楽四重奏曲第9番ホ長調「東京」[5:56]

隠しトラックとして「彼女を起こす10の方法」が収録されている。12曲目はブランクであるが収録時間の3:33は東京タワーの高さを意味する。

### 初回限定盤DVD
1. ボニーとクライドは今夜も夢中（PV）
2. Mary Lou（PV）
3. 愛のテーマ（PV）
  - PVには朝倉世界一、有賀幹夫、安齋肇、江口寿史、しりあがり寿、ATSUSHI（ニューロティカ）、廣瀬洋一、ROLLY、マサヨ（ロリータ18号）などが出演している。監督は番場秀一。
4. DIG IT（LIVE）
5. コミック・ジェネレイション（LIVE）

## 演奏[3]
- 奥野真哉 (ソウル・フラワー・ユニオン)
  - Keyboards (#1.2.6.7)
  - Piano (#3.9.10)
  - Accordion (#3)
- 佐々木史郎：Trumpet & Horn Arrangement (#2.7)
- 勝田一樹 (DIMENSION)：Tenor Saxophone (#2.7)
- 河合わかば：Trombone (#2.7)
- 竹野昌邦：Bass Clarinet (#3)
- 高田漣：Pedal Steel, Banjo (#4)
- ASA-CHANG：Percussion (#4.7.9)
- 池田貴史 (SUPER BUTTER DOG)：Keyboards (#5)
- 徳澤青弦
  - Violin Arrangement (#8)
  - Cello (#11)
- 竹内純：Violin (#8.11)
- 室屋光一郎：Violin & Arrangement (#8.10)
- 藤堂昌彦：Violin (#8.10)
- 坂口弦太郎：Viola (#8.10)
- 岩永知樹：Cello (#8)
- KOO (BLACK BOTTOM BRASS BAND)：Trumpet (#9)
- YASSY (BLACK BOTTOM BRASS BAND)：Trombone & Horn Arrangement (#9)
- ひばりキッズ：子供コーラス (#9)
- 江口心一：Cello (#10)
- 宮川弾：Piano & Strings Arrangement (#11)
- 相磯優子：Violin (#11)
- 細川亜維子：Viola (#11)